# Phalotris cuyanus
Espèce
Synonymes
- Elapomorphus cuyanus Cei, 1984

Phalotris cuyanus  est une espèce de serpents de la famille des Dipsadidae.

## Répartition
Cette espèce est endémique d'Argentine. Elle se rencontre dans les provinces de Mendoza et de San Juan.

## Publication originale
- Cei, 1984 : Una nueva especie de Elapomorphus de la region de Cuyo (Colubridae, Serpentes). Boletín del Museo de Ciencias Naturales y Antropologicas Moyano, Mendoza, vol. 4, p. 41-50.